# 卡尼卡蒂尼巴尼
卡尼卡蒂尼巴尼（義大利語：Canicattini Bagni），是意大利锡拉库萨省的一个市镇。总面积15平方公里，人口7375人，人口密度491.7人/平方公里（2009年）。ISTAT代码为089005。